# Savignac (Gironde)
Savignac is een gemeente in het Franse departement Gironde (regio Nouvelle-Aquitaine) en telt 507 inwoners (2004). De plaats maakt deel uit van het arrondissement Langon.

## Geografie
De oppervlakte van Savignac bedraagt 17,2 km², de bevolkingsdichtheid is 29,5 inwoners per km².
De onderstaande kaart toont de ligging van Savignac (Gironde) met de belangrijkste infrastructuur en aangrenzende gemeenten.

## Demografie
Onderstaande figuur toont het verloop van het inwonertal (bron: INSEE-tellingen).

1. ↑  Populations de référence 2022.